# Израел Кирцнър
Израел Меир Кирцнър (на английски: Israel Meir Kirzner) е американски икономист от Австрийската школа.

## Биография
Роден е на 13 февруари 1930 година в Лондон в семейството на известен еврейски равин. Следва в Кейптаунския (1947-1948) и Лондонския университет (1950-1951), след което се установява в Съединените щати и получава бакалавърска степен в Нюйоркския градски университет (1954), и магистърска (1955) и докторска степен (1957) в Нюйоркския университет, където негов ръководител е Лудвиг фон Мизес. Кирцнър преподава в Нюйоркския университет, като основните му интереси са в областта на икономиката на предприемачеството и пазарната етика. Смятан е за един от авторитетите в интерпретацията на трудовете на Лудвиг фон Мизес.

## Избрана библиография
- „Entrepreneurial Discovery and The Competitive Market Process: An Austrian Approach“, Journal of Economic Literature, March 1997.
- The Meaning of Market Process. Routledge, 1992.
- Discovery, Capitalism and Distributive Justice. Basil Blackwell, 1989
- Discovery and the Capitalist Process. Chicago, 1985.
- The Economic Point of View: An Essay in the History of Economic Thought. Kansas City: Sheed and Ward, Inc., 1976. (online Архив на оригинала от 2014-08-11 в Wayback Machine.)
- Perception, Opportunity and Profit: Studies in the Theory of Entrepreneurship. Chicago, 1973.
- Competition and Entrepreneurship. Chicago, 1973. ISBN 0-226-43776-0
- An Essay on Capital. A.M. Kelley, 1966
- Market Theory and the Price System. Van Nostrand, 1963